# Diego Viana
Diego Sehnem Viana, mais conhecido como Diego Viana (Feliz, 5 de maio de 1983), é um ex-futebolista brasileiro que atuava como atacante.

## Carreira

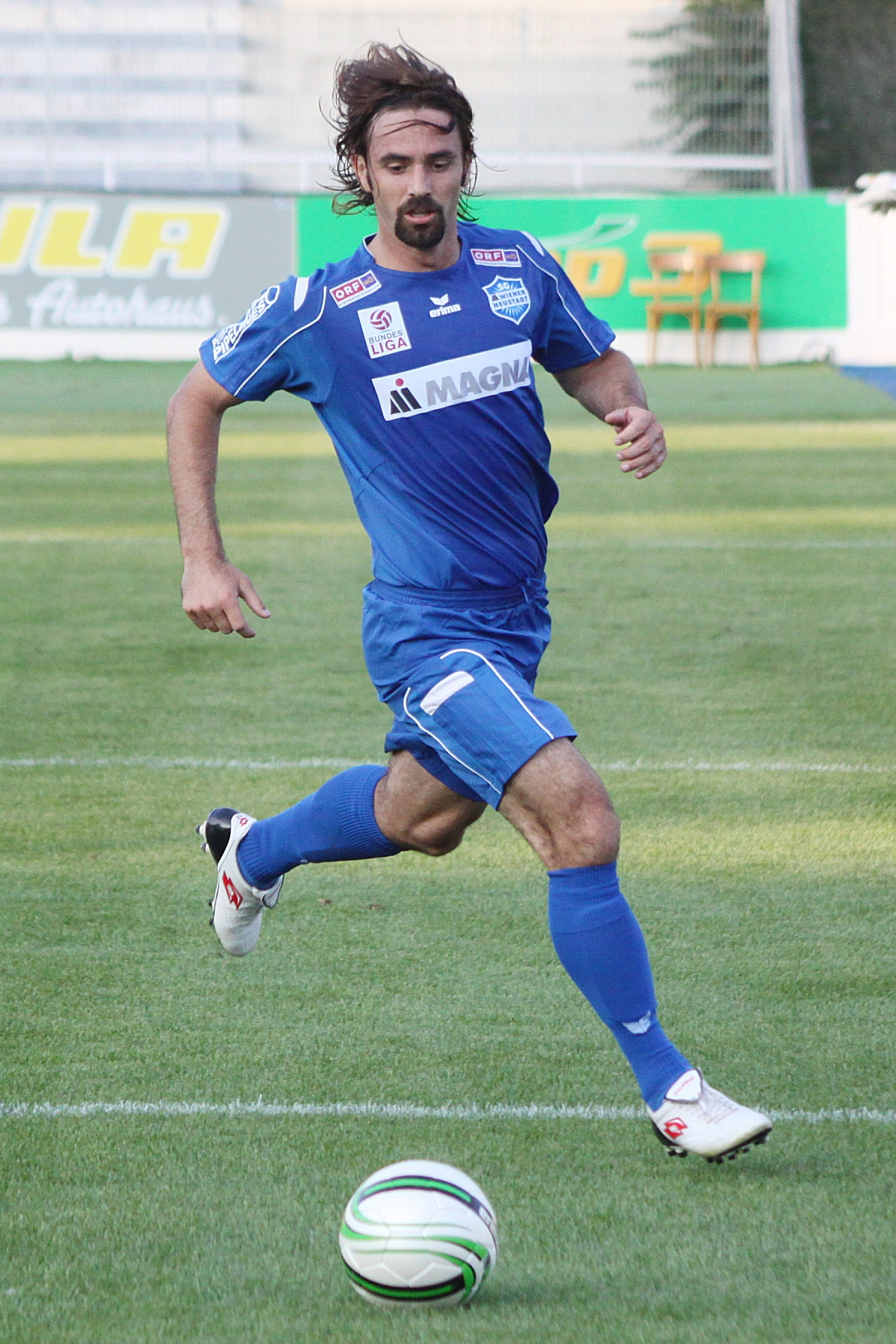
Diego Viana com a camisa do FC Magna

Diego Viana iniciou sua carreira profissional no Avaí em 2003. Em 2004 ele chegou ao Metropolitano, de onde ele partiu primeiro para a Dinamarca, para jogar pelo Esbjerg fB, e logo em seguida retornar ao Metropolitano, após uma pequena passagem pelo Criciúma, foi para a Áustria atuar no FC Lustenau 07 no ano de 2005. Após 38 golos em 30 jogos pelo Lustenau, vários clubes de expressão estavam interessados no futebol de Diego, e ele se mudou para a Alemanha para jogar pelo Greuther Fürth. Na primavera de 2007, passou seis meses emprestado ao Wiener Sportklub, antes de voltar a Áustria desta vez para o SV Grödig.
Em 2009 juntou-se ao recém promovido à Fußball-Bundesliga FC Magna Wiener Neustadt. Em 2011 retornou ao SV Groedig. Em junho de 2012 Diego voltou ao Brasil, para atuar na Portuguesa. Na Lusa ele permaneceu por dois anos e, no ano de 2014, foi contratado  pelo Avaí para disputa do Brasileirao serie B. No inicio de 2015 disputou campeonato gaucho pelo Aimoré. No segundo semestre de  2015 ele jogará no Blumenau Esporte Clube na segundona de Santa Catarina. Ano de 2016 campeonato gaucho por Aimoré, transferencia para Santo André jogar A2 do Paulistao, no segundo semestre jogar serie D pelo EC Novo Hamburgo e se aposentar.

## Títulos

### Clube
FC Lustenau Liga Regional da Áustria: 2005–06 
SV Grödig
Liga Regional da Áustria: 2007–08
Portuguesa Campeonato Paulista - Série A2: 2013
Santo André Campeao Paulista Série a2 2016
- Individual

- Artilheiro da Liga Regional da Áustria: 2005-06 (38 gols)
- Artilheiro da Liga Regional da Áustria: 2007-08 (35 gols)
- Artilheiro da Primeira Liga da Áustria: 2008-09 (20 gols)
- Jogador do ano da VdF-Fußballerwahl: 2009